# Сараєвські троянди
Сараєвські троянди або троянди Сараєва (босн. Sarajevske ruže) — назва воронок, утворених уламками артилерійських снарядів на вулицях міста Сараєво під час Боснійської війни. Виїмки в асфальті було залито смолою з додаванням пластика і червоної фарби, створивши таким чином меморіали, що зовнішньо нагадують троянди.

## Історія
Під час Боснійської війни Сараєво було центральною ареною конфлікту. Перед офіційним початком війни сили боснійських сербів розмістили численні артилерійські системи на пагорбах над містом. 2 травня 1992 року почалася тотальна блокада міста. Армія боснійських сербів безперервно обстрілювала місто, намагаючись перешкодити розгортанню армії. За оцінками, в середньому в місто потрапляло понад 300 снарядів на день. Під час щоденних обстрілів неодноразово траплялося, що під час облоги міста мирні жителі, які стояли в черзі за водою чи їжею, або випадково опинилися в певному місці міста, гинули від снарядів.
В тих місцях, де від снарядів загинули люди, воронки заливалися не асфальтом, а смолою з додаванням пластика і червоної фарби. Їх залишили в пам'ять про численні жертви серед мирного населення. Свою назву меморіали отримали через зовнішню схожість з пелюстками троянд.
У місті всього налічується близько 200 «троянд». Їх позначали на місцях, де під час облоги загинули щонайменше три людини. Поряд з деякими встановлені меморіальні плити, з описом обставин загибелі людей та імен загиблих.
Оскільки ці меморіали розташовані на вулицях, впродовж років вони пошкоджувались пішоходами та транспортними засобами, тому було проведено декілька реконструкцій (у 2012, 2015 та 2018 роках).
Поступово «троянди Сараєва» зникають, оскільки полотно починають частково міняти. Однак найбільш відомі, наприклад, біля Історичного музею Боснії і Герцеговини, перед Собором Святішого серця Ісуса, на розі Сараєвської пиваварні та в інших місцях, зберігаються. Приїжджими туристами сприймаються як місцева пам'ятка.

## В мистецтві
- «Троянди Сараєва: кінематографічне есе» (англ. Sarajevo Roses: A cinematic Essay), 2016, режисер Роджер Річардс[11][12].

## Галерея

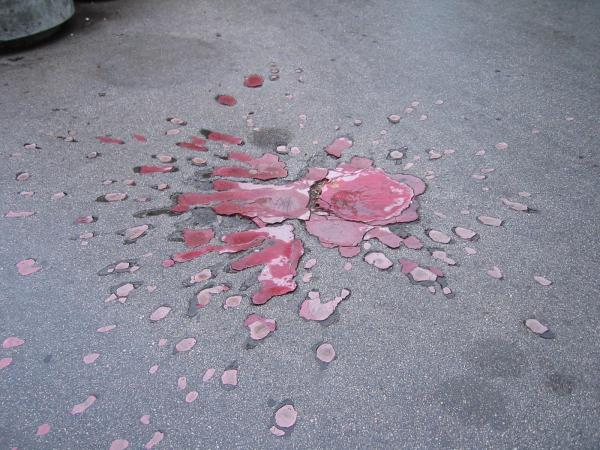
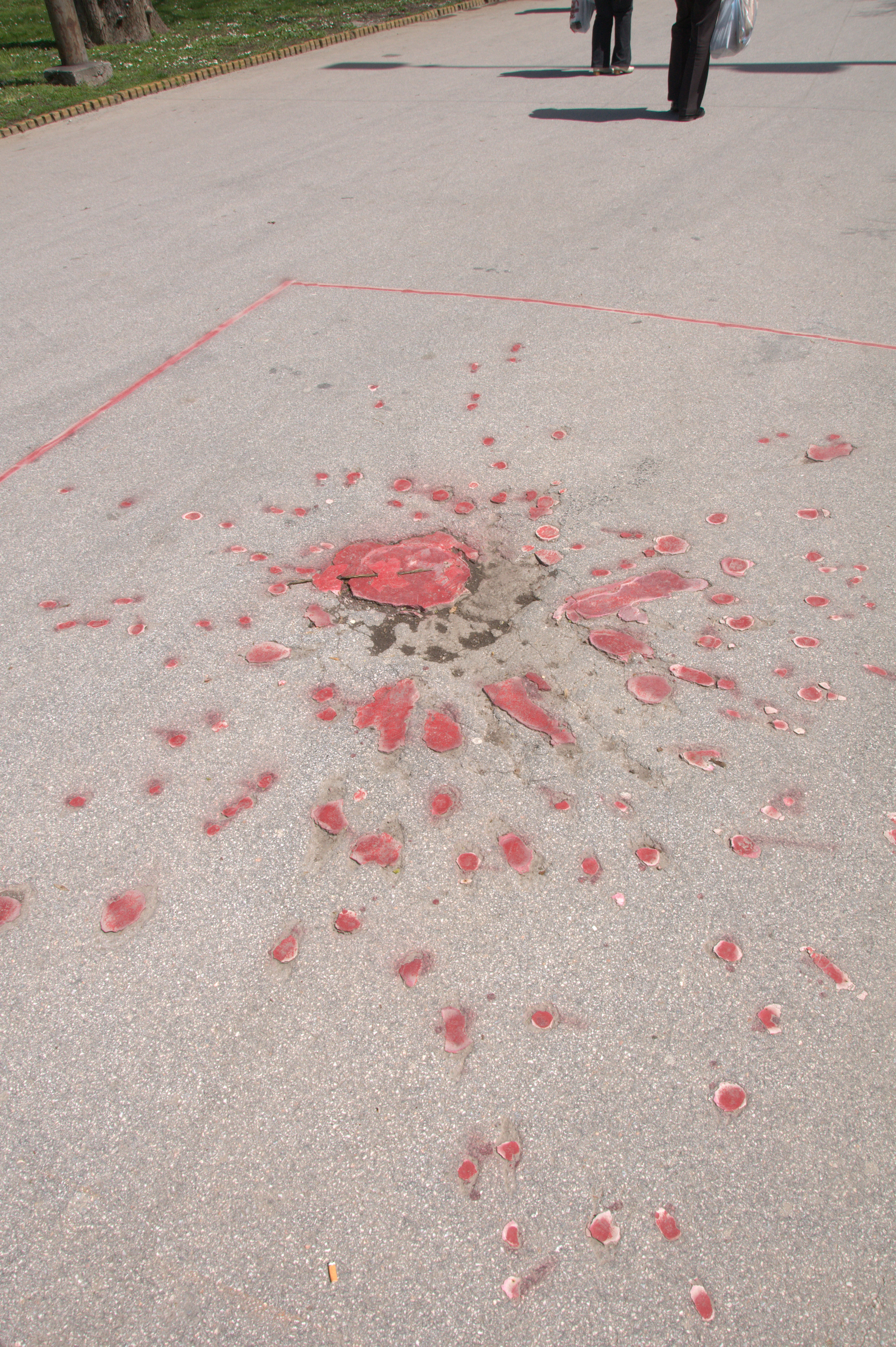
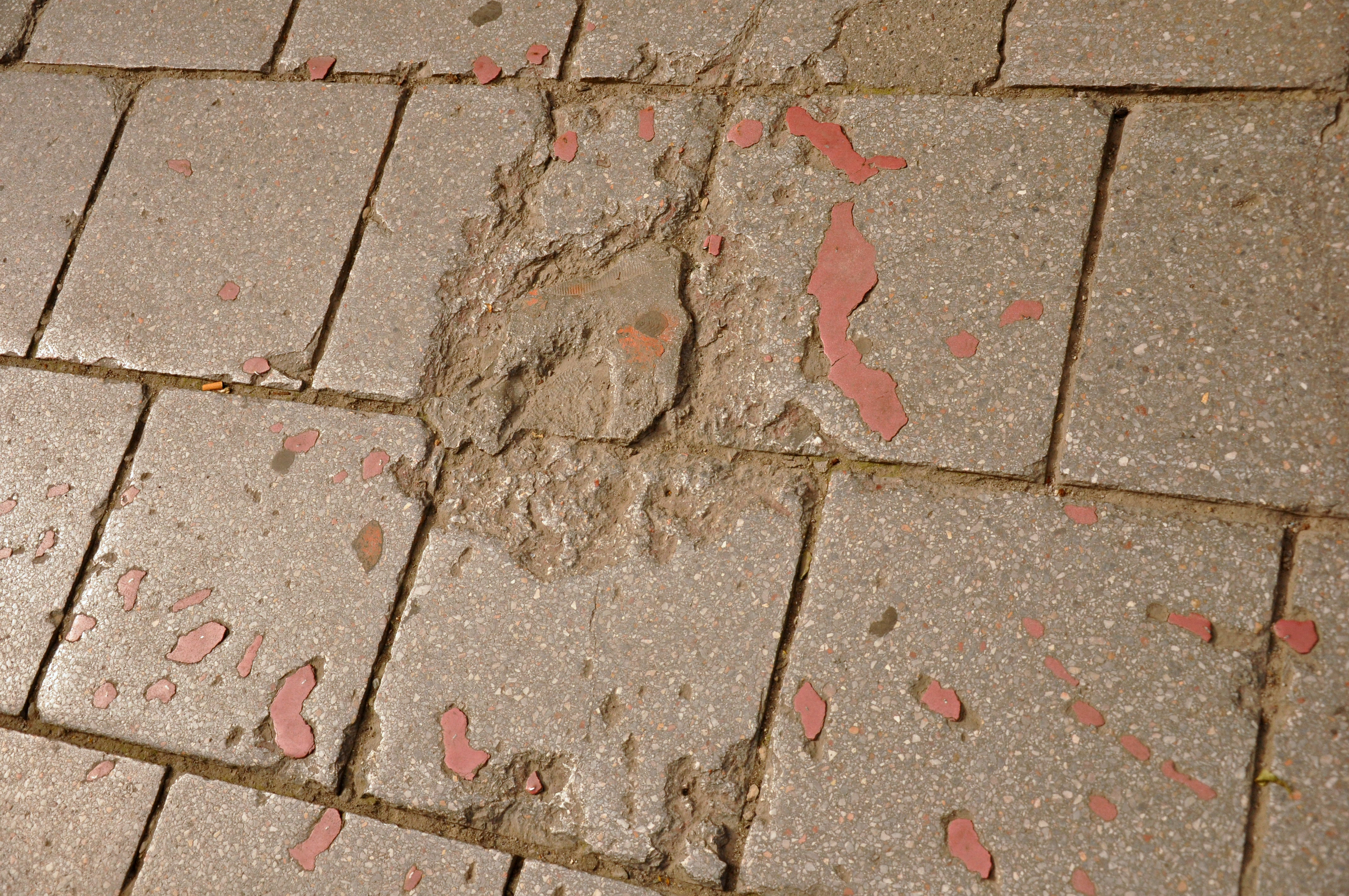
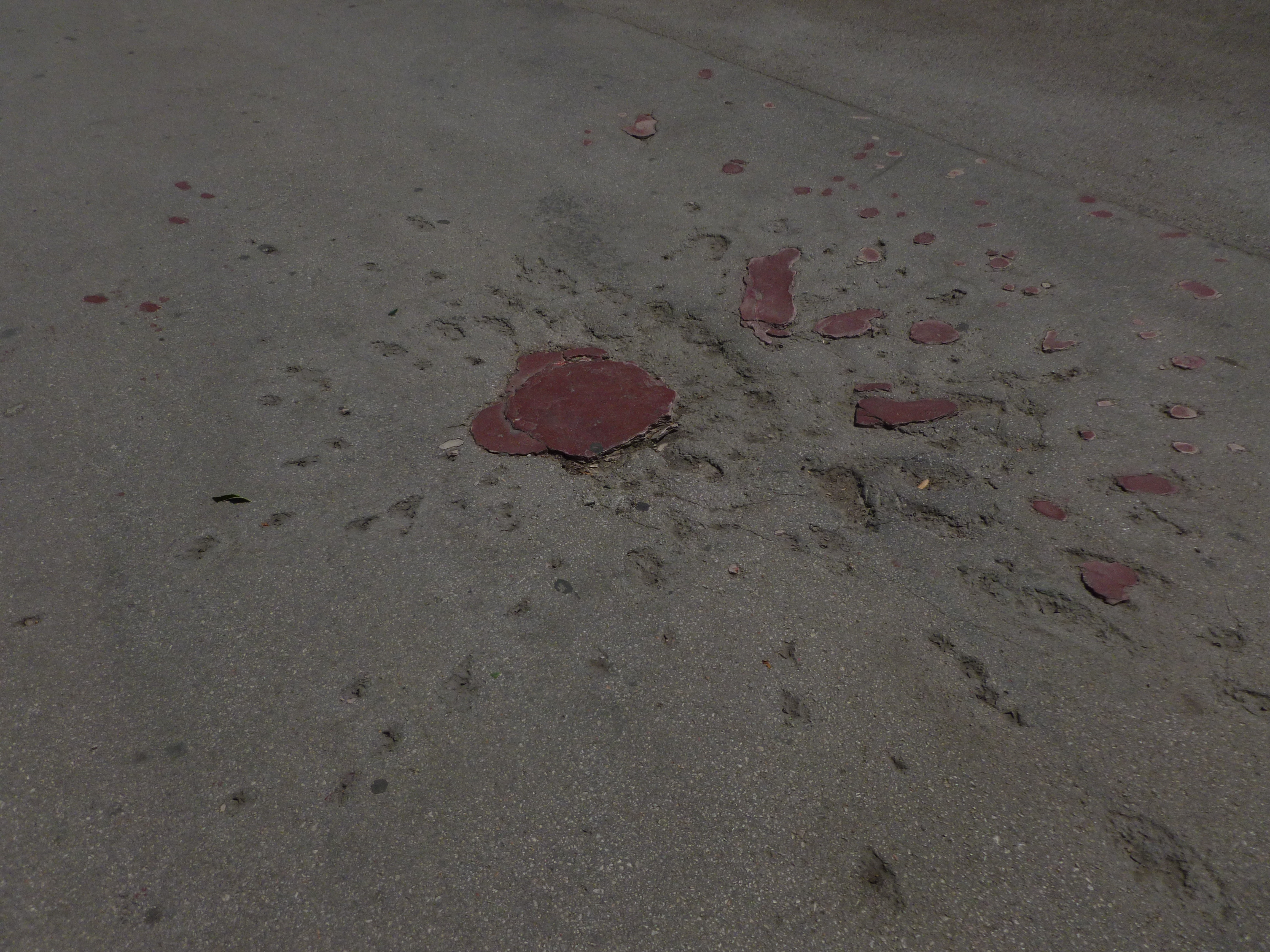